# 小行星13208
小行星13208（13208 Fraschetti）是一颗绕太阳运转的小行星，为主小行星带小行星。该小行星于1997年4月5日发现。

## 轨道参数
小行星13208的轨道半长轴为2.4593755 UA，离心率为0.202。